# Richterhütte
Die Richterhütte ist eine Schutzhütte der Sektion Bergfreunde Rheydt des Deutschen Alpenvereins (DAV). Sie liegt im Salzburger Teil der Zillertaler Alpen, etwa 600 Meter niedriger und östlich der Gamsscharte, dem alpinen Gletscherübergang zur Plauener Hütte. Der jetzige Bau ist der dritte und wurde 1928 von Richard Richter eröffnet. Die bewirtschaftete Hütte ist von Mitte Juni bis Mitte September geöffnet.

## Umgebung
Sie befindet sich am Nordhang der Rainbachspitze (3129 m), umgeben von den Gipfeln der Reichenspitzgruppe auf 2374 m Höhe am Ende des Rainbachtales, einem linken Seitental im oberen Krimmler Achental. Vom Krimmler Tauernhaus, wo der Rainbach in die Ache mündet, gelangt man an der Richterhütte vorbei über die etwa 300 Meter höher im Südosten gelegene Windbachscharte ins obere Windbachtal und nach Überquerung des Krimmler Tauern zur Neugersdorfer Hütte.

## Geschichte

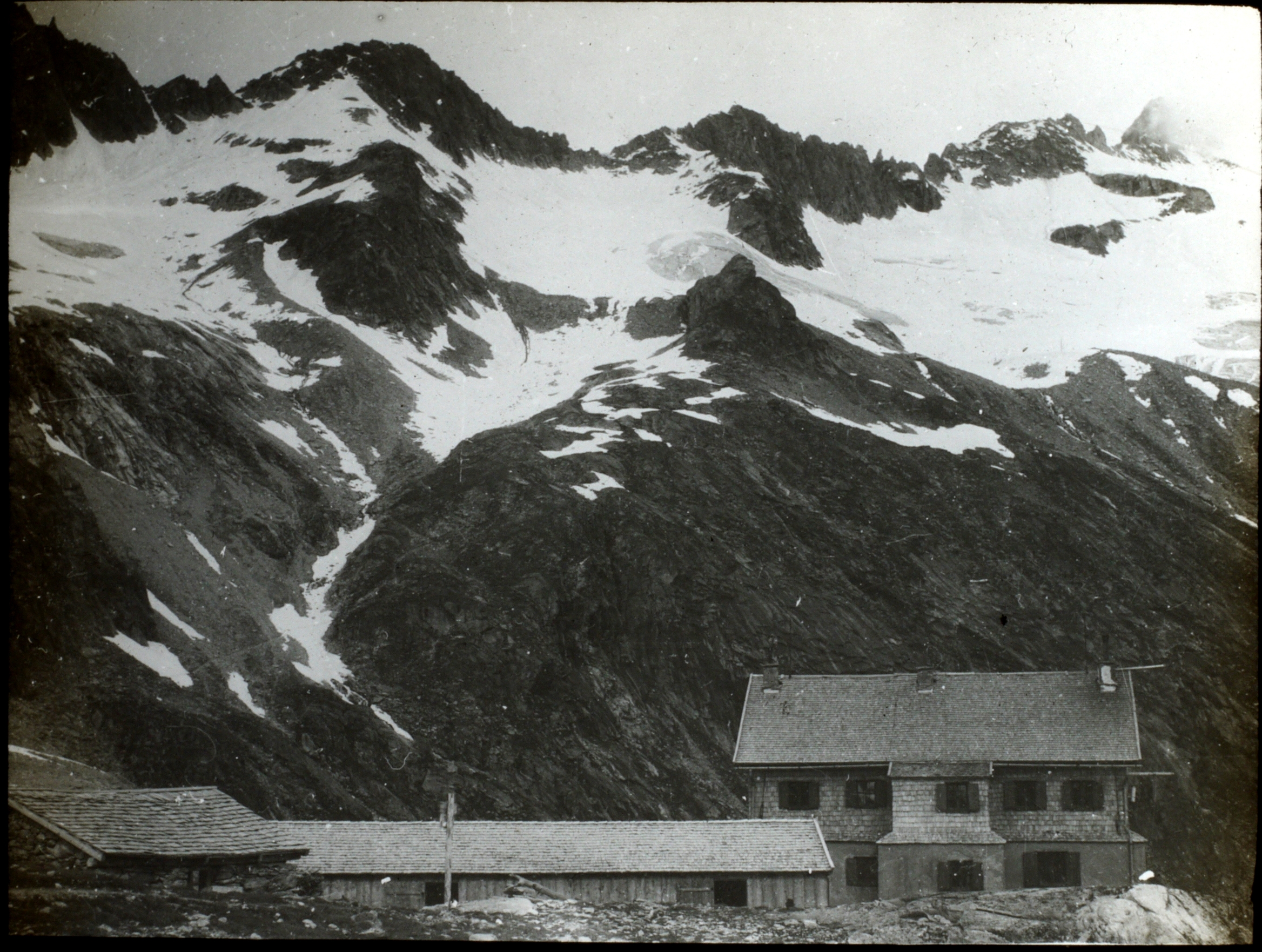
Die Richterhütte im Juli 1903

Im Zuge der Erschließung der Krimmler Hochalpen, welche seit 1887 zum Arbeitsgebiet der Sektion Warnsdorf des Deutschen und Österreichischen Alpenverein (DuOeAV) gehörten, sollte auch eine Verbindung vom Krimmler Achental zum Zillergrund und zum Wildgerlostal hergestellt werden. Dieses Vorhaben wurde jedoch aus finanziellen Gründen verschoben.
Der Textilfabrikant Anton Franz Richter (1848–1905) aus Niedergrund bei Warnsdorf, zugleich zweiter Sektionsvorsitzender, ließ jedoch auf eigene Kosten einen festen Fahrweg vom Krimmler Tauernhaus bis zum Talschluss des Rainbachtales anlegen, wo er unterhalb der Reichenspitze (3303 m) in ca. 2700 Metern Höhe eine eigene Hütte plante. Im Frühjahr 1896 zerstörte eine Lawine den im Jahr davor fertiggestellten Rohbau. 300 Meter talwärts begann Richter auf einem besser geeigneten Platz unverzüglich mit dem Bau einer neuen Hütte, welche ein Jahr später, am 12. August 1897 als Richter-Hütte mit bengalischer Beleuchtung der Berge feierlich eröffnet wurde. Die beiden Hütten der Sektion Warnsdorf brachten wohlhabende Oberlausitzer- und nordböhmische Geschäftsleute nach Krimml.
Der Schuhmacher Johann Unterwurzbacher und seine Frau Maria betreuten sowohl die Richter-Hütte als auch die Warnsdorfer Hütte und 68 Kilometer Sektionswege. Die Hütte befand sich im Privatbesitz der Familie Richter, den Mitgliedern des DuOeAV wurden aber die gleichen Begünstigungen wie auf alpenvereinseigenen Hütten gewährt. Richard Richter führte die Verwaltung der Hütte im Sinne seines Vaters Anton fort. Während des Ersten Weltkrieges richtete ein orkanartiger Wirbelsturm großen Schaden an, sämtliche Nebengebäude wurden zerstört, aber bis 1928 baute Richard Richter seine Hütte wieder auf.
Sein Sohn Walter kam 1946 mit seiner Familie als Vertriebener nach Krimml und bezog dort die Villa Maria, den Sommersitz seines Großvaters. Die Hütte überließ er jedoch den Bergfreunden Rheydt vom Niederrhein.
Genau wie man 1895 begonnen hatte, wurde der zweite Bau von 1897 nach dem Vorbild der Warnsdorfer Hütte errichtet. Das steinerne Erdgeschoß und der hölzerne Oberbau waren jedoch großzügiger dimensioniert und sorgfältig ausgeführt worden. Ebenso großzügig war die Inneneinrichtung und auch die mit Samt ausgekleidete Kegelbahn, die Richter anbauen ließ. 30 Betten in 12 Kammern und weitere Pritschenlager standen im Haupthaus zur Verfügung, nachdem 1903 die Wirtschaftsräume in einen separaten Bau verlegt wurden. Dieser wurde später mit dem Haupthaus verbunden. Ein kleines Kraftwerk unten an der Ache lieferte elektrische Energie.
Der Bau von 1928 war nicht mehr ganz so reichlich ausgestattet. Die Sektion Bergfreunde Rheydt des Deutschen Alpenvereins (DAV) erweiterte die Richterhütte 1970, so wie sie heute erhalten ist.
Etwa im August 2015 ging die Wasserfassung – für Trinkwasser und ein Kraftwerk – bei Regen samt Untergrund als Mure ab. Als Ursache wird das stärkere Auftauen des Permafrostbodens in diesem Sommer vermutet. Das Kleinkraftwerk wird repariert, Trinkwasser ist gefasst (Stand 11. September 2015). Die Wirtsfamilie Burgi (seit 1977 jeden Sommer auf der Hütte) und Armin Bachmaier haben den Pachtvertrag zu Ende 2015 gekündigt; ihre Nachfolger seit 2016 sind Martin Falkner und Julia Stauder.
Im Sommer 2019 wurden mit Unterstützung der Europäischen Union und mit Förderung durch die Republik Österreich umfangreichere Sanierungs- und Modernisierungsmaßnahmen vorgenommen, der ursprüngliche Charakter und die Außenansicht des Hauptgebäudes wurde jedoch beibehalten. Seitdem verfügt die Hütte über moderne Sanitäranlagen im Erdgeschoß, eine professionell ausgestattete Küche und ein neues Wasserkraftwerk mit einer Leistung von bis zu 27 kW, welches ausreichend Strom für den Hüttenbetrieb einschließlich der elektrischen Beheizung der Sanitärräume, des neuen Trocken-/Schuhraum und der beiden Gaststuben liefert. Auch die Materialseilbahn wurde erneuert. Dazu wurde auch die Bergstation umgebaut und teils mit neuen Wänden und neuem Dach versehen. Ebenso wurde das separate Winterraum-Gebäude renoviert u. a. mit neuem Eingangsbereich. Schließlich wurden auch neue Fenster eingebaut und das Dach erneuert, wobei Dachgauben eingebaut wurden.

## Ausstattung
Die Hütte hat insgesamt verteilt auf den ersten und zweiten Stock 51 Schlafplätze, davon sind 12 in Zweibettzimmern, 4 in einem Mehrbettzimmer und 35 in Matratzenlagern. Auf jeder Etage gibt es im Flur/Treppenhaus Waschgelegenheiten mit fließend Kaltwasser, mehrere WC-Anlagen gibt es im Erdgeschoß und im ersten Stock. Zwei Gaststuben, eine Küche und der Wohnbereich für Pächter/Personal sowie ein beheizter Trockenraum stehen zur Verfügung. Der Winterraum ist in einem separaten Gebäude untergebracht und verfügt über Koch- und Heizmöglichkeit mit Brennholz. In weiteren Nebengebäuden befinden sich Seilbahn, Lagerraum und Werkstatt. Telefon und Internet werden über eine Satellitenanlage betrieben.

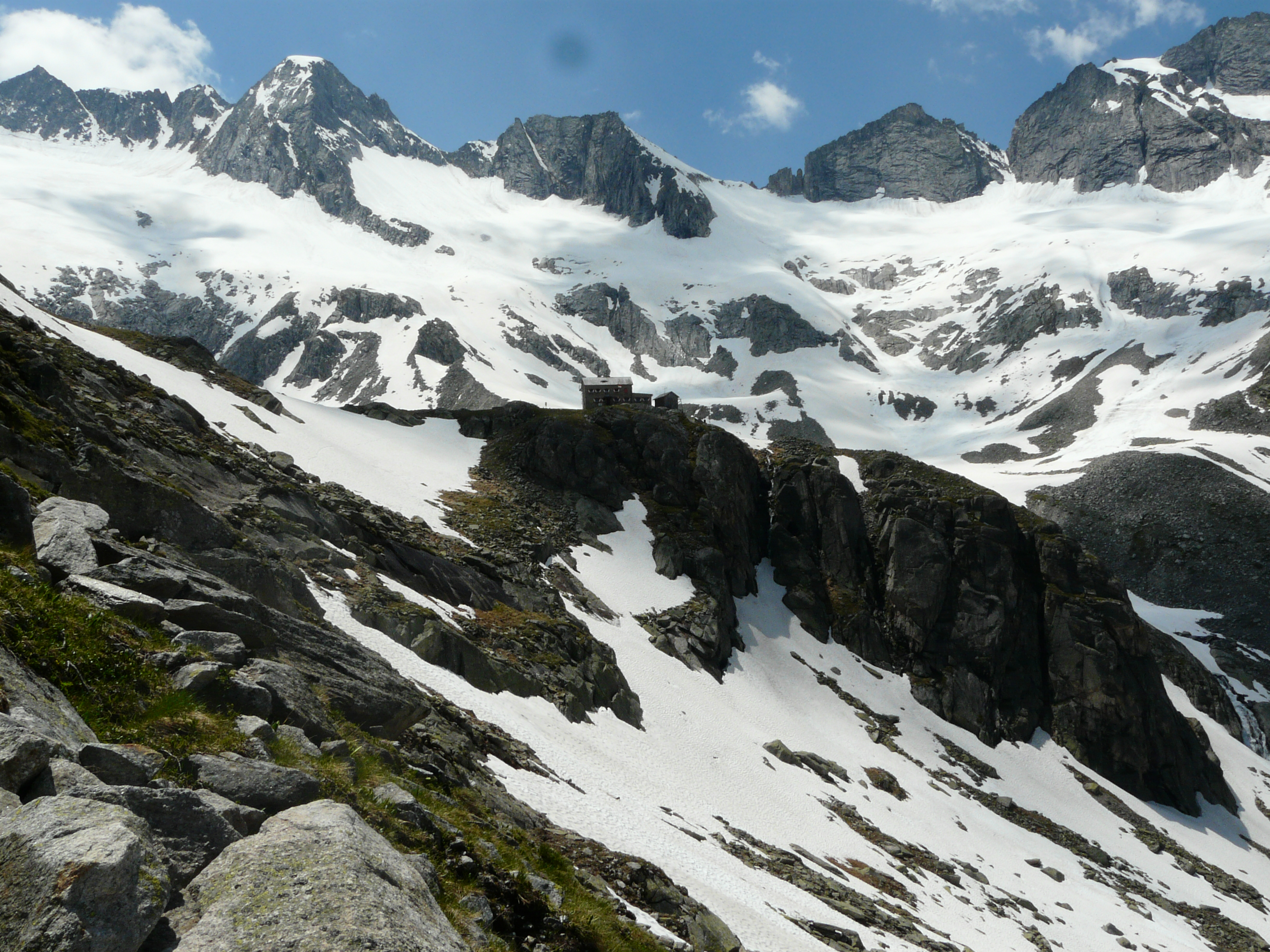
Richterhütte mit Rainbachkees
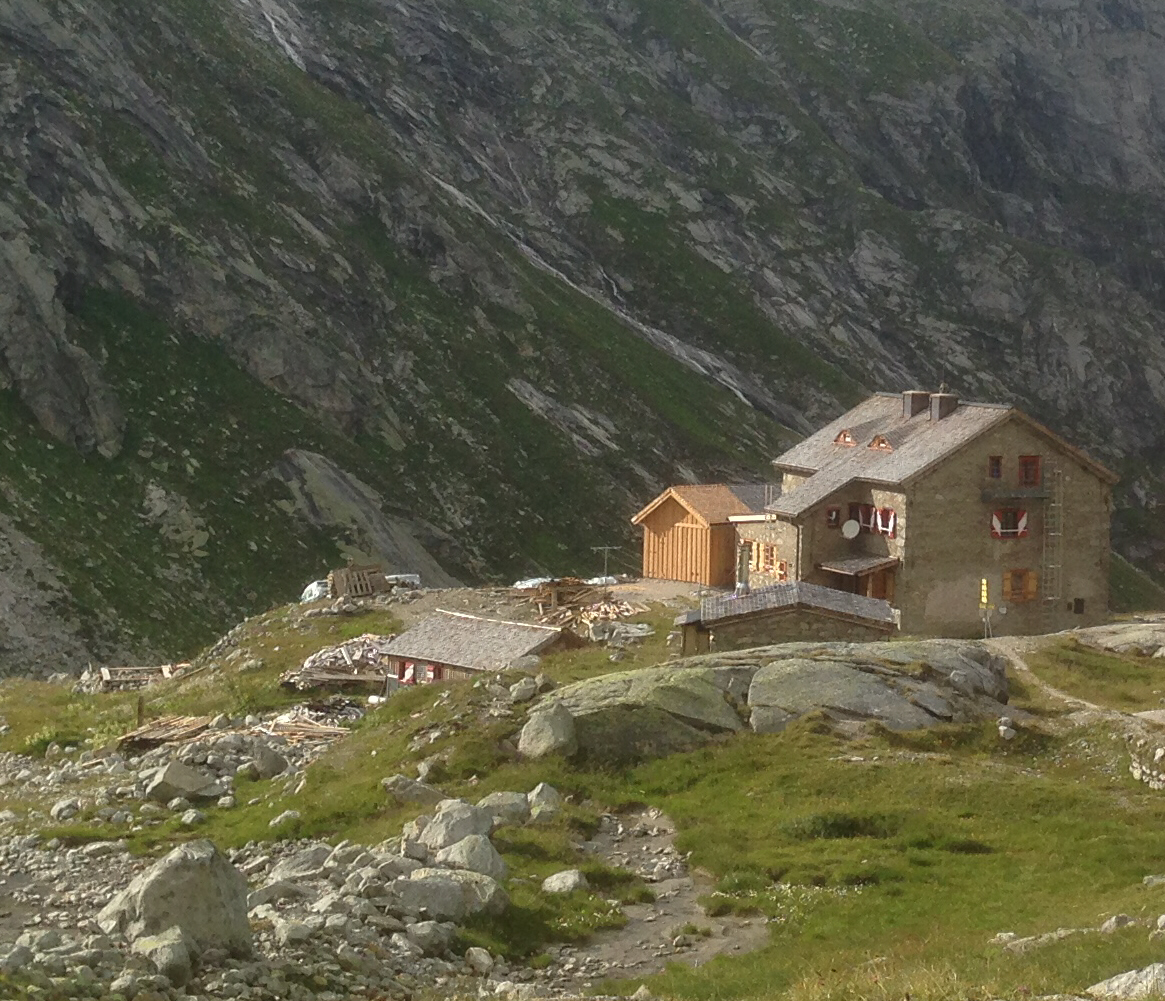
Richterhütte von Süden, vorne das Winterraum-Gebäude
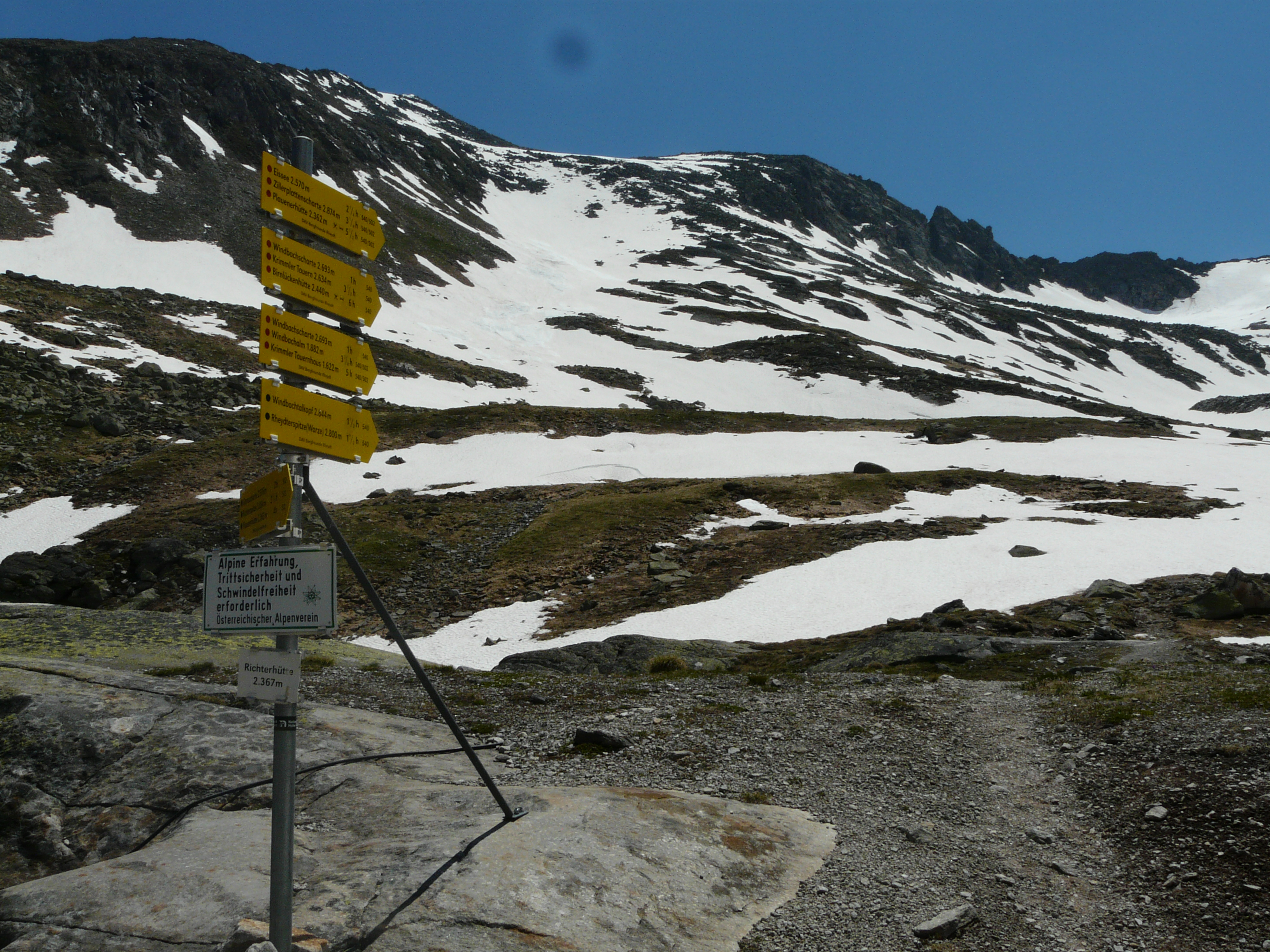
Wegweiser an der Richterhütte
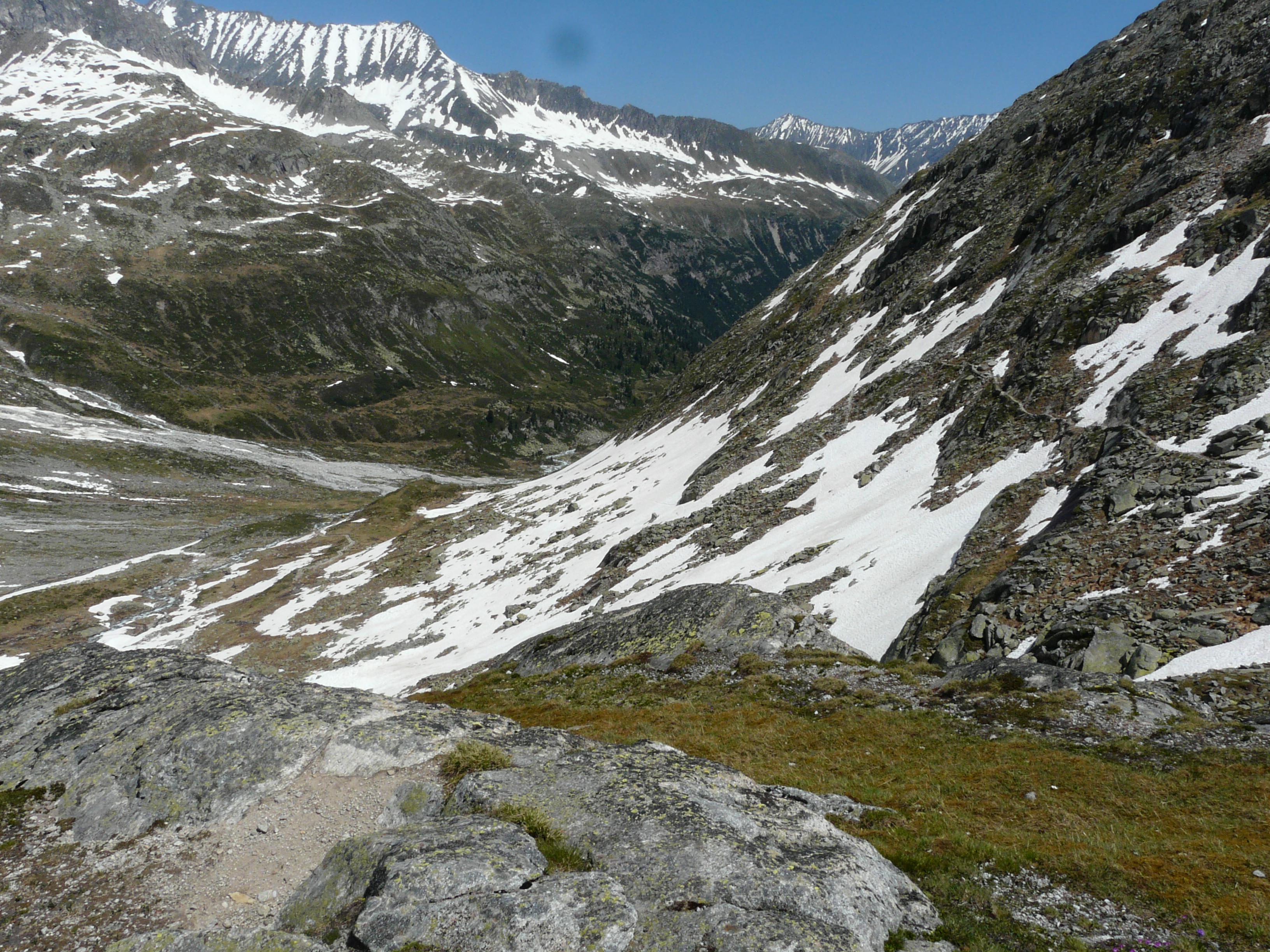
Blick von der Hütte ins Rainbachtal
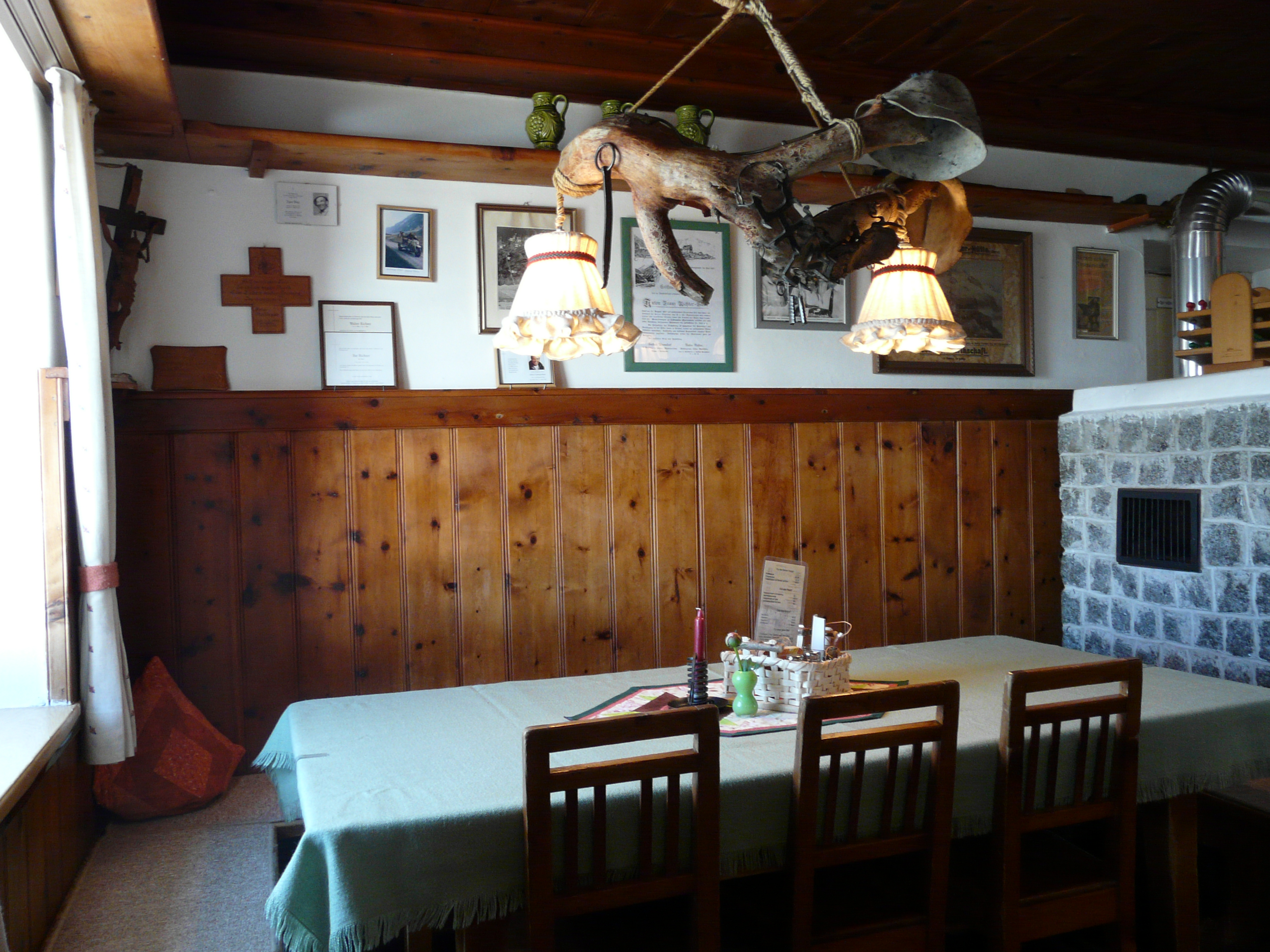
Gastraum

## Übergänge
- Zur Zittauer Hütte des Österreichischen Alpenvereins (ÖAV), Sektion Warnsdorf/Krimml, mittelschwerer Bergpfad über die Rosskarscharte (2689 m).
- Zur Plauener Hütte des Deutschen Alpenvereins, Sektion Plauen-Vogtland, über Gamsscharte (2976 m), schwerer Bergpfad mit Klettersteig (Schwierigkeitsgrad B–C).
- Zur Plauener Hütte über Windbachscharte, Eissee und Zillerplattenscharte, mittelschwerer Bergweg.
- Zum Krimmler Tauernhaus durch das Rainbachtal, mittelschwerer Bergweg bzw. schmaler Fahrweg.
- Zur Birnlückenhütte über Windbachscharte, Krimmler Tauern und Birnlücke, mittelschwerer Bergweg.

## Gipfel
- Reichenspitze (3303 m)
- Gabler (Zillertaler Alpen) (3263 m)
- Richterspitze (3054 m)
- Windbachtalkopf (2844 m)
- Rheydter Spitze (Warze) (2802 m)
- Rainbachspitze (3130 m)